# 红领巾水库 (行唐)
红领巾水库是中国河北省石家庄市行唐县境内的一座水库，位于大清河系沙河上，建于1958年。水库正常库容为2120万立方米，集雨面积为73平方千米，海拔为167米。